# Quartier-Morin
Quartier-Morin (em crioulo, Katye Moren), é uma comuna do Haiti, situada no departamento do Norte e no arrondissement de Cap-Haïtien. De acordo com o censo de 2003, sua população total é de 19.241 habitantes.